# Leichtathletik-Weltmeisterschaften 2022/Teilnehmer (Aserbaidschan)
| Goldmedaillen | Silbermedaillen | Bronzemedaillen |
| ------------- | --------------- | --------------- |
| —             | —               | —               |

Der Leichtathletikverband von Aserbaidschan nahm mit zwei Athletinnen an den Leichtathletik-Weltmeisterschaften 2022 in Eugene teil.

## Ergebnisse Frauen
Sprung/Wurf
| Athletin            | Disziplin  | Qualifikation | Qualifikation | Finale     | Finale |
| Athletin            | Disziplin  | Weite/Höhe    | Platz         | Weite/Höhe | Platz  |
| ------------------- | ---------- | ------------- | ------------- | ---------- | ------ |
| Yekaterina Sarıyeva | Dreisprung | 13,46 m       | 26            | DNQ        | DNQ    |
| Hanna Skydan        | Hammerwurf | 70,93 m       | 11            | 69,01 m    | 11     |